# آناتولی بوندارچوک
آناتولی بوندارچوک (اوکراینی: Анатолій Павлович Бондарчук؛ زادهٔ ۳۱ مهٔ ۱۹۴۰) پرتاب‌گر چکش اهل اتحاد جماهیر شوروی سوسیالیستی یوذ.